# Pierre Bernard (iogue)
Pierre Arnold Bernard (31 de outubro de 1875 – 27 de setembro de 1955) — conhecido como "O Grande Oom", "O Onipotente Oom" e "Oom, o Magnífico" — foi um pioneiro iogue, estudioso, ocultista, filósofo, místico e empresário americano.
Bernard se interessou por hipnotismo. Em 1905, ele fundou a Academia Bacchante com Mortimer K. Hargis para ensinar hipnotismo e "práticas sexuais (tântricas)". A organização entrou em declínio por causa do terremoto de São Francisco de 1906, e sua parceria foi dissolvida.

## Links Externos
- Omnipotent Oom